# J1939

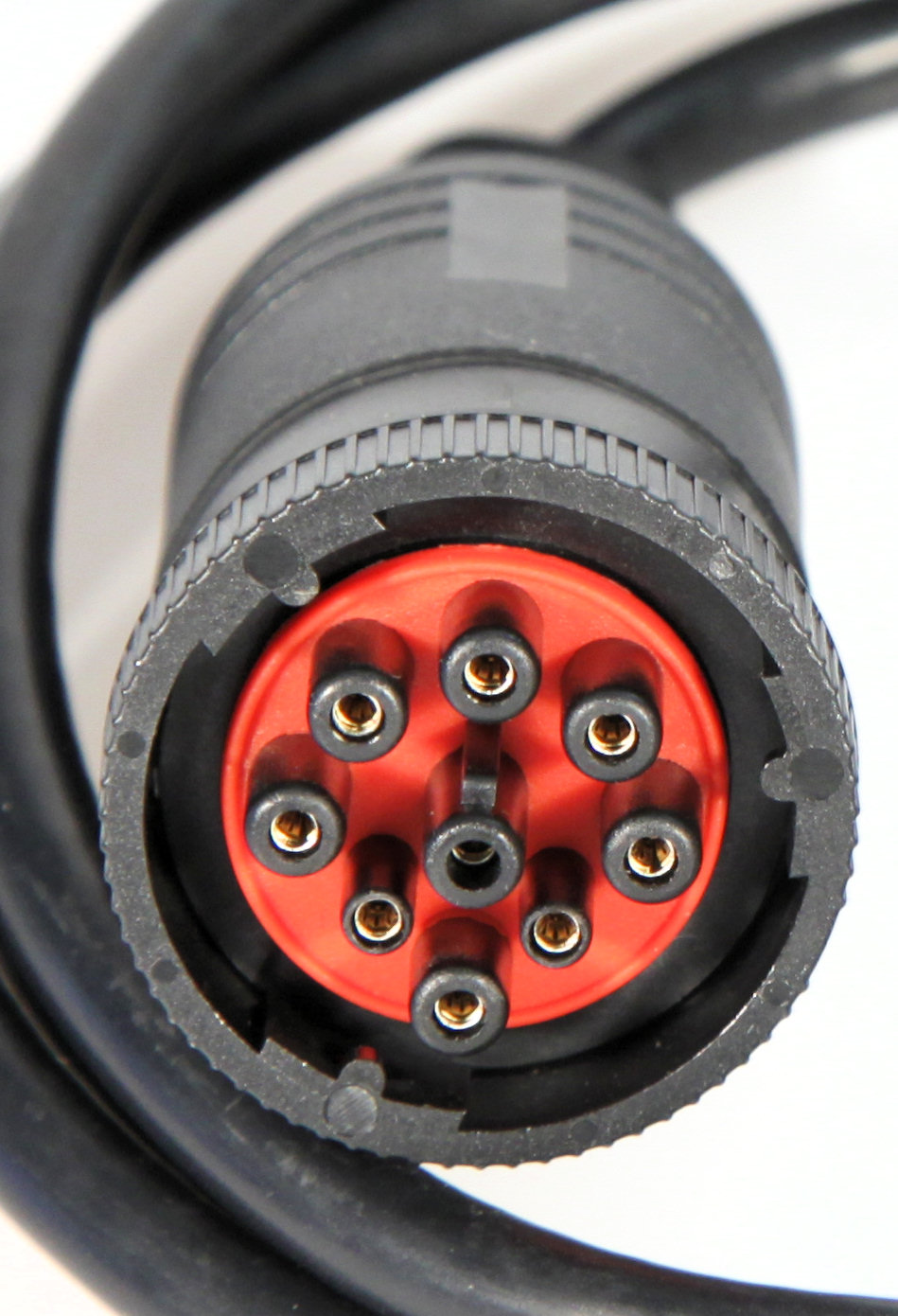
Conector J1939

J1939 corresponde a una de las normas de la Sociedad de Ingenieros Automotrices (SAE) para el envío de datos por un bus CAN bus en sistemas de automoción. Muchas marcas ya están siguiendo esta norma como por ejemplo Hyundai, MAN AG, Volvo, Renault, Scania, John Deere, etc.
Esta norma define el significado de los paquetes ordenados por código PGN presente en estos vehículos, el cual debe ser interpretado respecto al documento oficial SAE J1939/71
A partir del 2006 se espere que todos los nuevos vehículos pesados cumplan este estándar, por lo que se volverá universal.